# Alex Ottiano
Alexander R. Ottiano –conocido como Alex Ottiano– (Providence, 4 de febrero de 1976) es un deportista estadounidense que compitió en judo.
Ganó dos medallas en los Juegos Panamericanos, en los años 1999 y 2003, y tres medallas en el Campeonato Panamericano de Judo entre los años 1999 y 2002.

## Palmarés internacional
| Juegos Panamericanos    | Juegos Panamericanos            | Juegos Panamericanos | Juegos Panamericanos |
| Año                     | Lugar                           | Medalla              | Categoría            |
| ----------------------- | ------------------------------- | -------------------- | -------------------- |
| 1999                    | Winnipeg (Canadá)               | Medalla de bronce    | –66 kg               |
| 2003                    | Santo Domingo (Rep. Dominicana) | Medalla de bronce    | –66 kg               |
| Campeonato Panamericano |                                 |                      |                      |
| Año                     | Lugar                           | Medalla              | Categoría            |
| 1999                    | Montevideo (Uruguay)            | Medalla de plata     | –66 kg               |
| 2000                    | Orlando (Estados Unidos)        | Medalla de bronce    | –66 kg               |
| 2002                    | Santo Domingo (Rep. Dominicana) | Medalla de bronce    | –66 kg               |